# ويليام باركر كالدويل
ويليام باركر كالدويل (بالإنجليزية: William Parker Caldwell)‏ هو محامي وسياسي أمريكي، ولد في 8 نوفمبر 1832 في الولايات المتحدة، وتوفي في 7 يونيو 1903 في الولايات المتحدة. حزبياً، نشط في الحزب الديمقراطي. وقد انتخب عضو مجلس نواب تينيسي وانتخب عضو مجلس ولاية تينيسي وانتخب عضو مجلس النواب الأمريكي.